# Adliswil
Adliswil is een gemeente en plaats in het Zwitserse kanton Zürich, en maakt deel uit van het district Horgen.
Adliswil telt 15.594 inwoners.

## Geboren/Woonachtig
- Alois Günthard (1913-1976), Zwitsers politicus
- Ferdi Kübler (1919), Zwitsers wielrenner, "der Adler von Adliswil", was woonachtig in Adliswil. Er is een straat naar hem vernoemd.
- Rolf Fringer (1957), Oostenrijks voetballer en voetbalcoach
- Bettina Bunge (1963), Duits tennisster